# Love in Elevator
Love in Elevator è un gruppo alternative rock italiano attivo sulla scena musicale dal 2004, anno in cui debuttano con la prima prova discografica, Venoma ep.

## Storia del gruppo
Il nome della band non vuole far riferimento alla hit degli Aerosmith, bensì vuole essere un omaggio a due band di culto degli anni '60: i Love di Arthur Lee e i 13th Floor Elevators di Roky Erickson.
Il progetto sin dalle origini ruota attorno alla figura di Anna Carazzai (voce, chitarra, basso, piano, autrice di testi e musiche).
Dal 2004 la band inizia una collaborazione con l'etichetta Jestrai Records con la quale producono un ep Venoma (2004, distribuzione Venus), e due album: Sue Me (2005, distribuzione Venus) che contiene un'originale versione di Afterhours dei Velvet Underground in cui Luca Ferrari (Verdena) suona la batteria.
Nel 2004 sono anche presenti nella compilation tributo ai Beatles con una versione punk del brano Helter Skelter (The Beatles) in The Beatles Tribute (Jestrai 2004).
Sin dall'ep di debutto la band si distingue all'interno del panorama rock italiano indipendente per le forti influenze internazionali e un'attitudine tipica del rock alternativo anni '90.
Nel corso degli anni sono stati avvicinati dalla critica al sound di band americane quali Babes in Toyland, Sonic Youth, Nirvana, Fugazi, Jane's Addiction.
Il percorso live comincia ad ingranare partendo da piccoli club underground e bar, fino ad arrivare a palchi di supporto a band come Verdena (I), One Dimensional Man (I), Tre Allegri Ragazzi Morti (I), Art Brut (UK), Shellac (USA), e partecipando al grande Rock in Idro nel 2005, insieme a grandi artisti internazionali come Juliette Lewis and the Licks, Turbonegro, The Hives.
Nel 2008 pubblicano per la Jestrai Records l'album Re Pulsion, che vede alla batteria Francesco Valente già (Il Teatro degli Orrori, One Dimensional Man). Al disco hanno partecipato anche Giulio Favero (chitarra), Luca Ferrari (batteria) e Andrea Garbo (ex-Jennifer Gentle, chitarra). Con Re Pulsion (2008), la band mette meglio a fuoco il proprio sound: strati di riff grondanti di bontà grunge e post punk, e la voce sbarazzina e impressionante di Anna, timbro distintivo della band, che alterna ringhiate aggressive a dolcezza infantile.
Nel 2008 la band scollina in Francia per un fortunato mini tour che tocca Bordeaux, Montpellier, Toulose, Marseille e Nimes.
Nel 2009 sono la band di supporto ufficiale scelta dai Mudhoney, padrini del grunge statunitense, per le loro date italiane.
Ad ottobre dello stesso anno, esce anche il video di "2:20", brano tratto da Re Pulsion, curato da Elisa Fabris, una giovane artista trevigiana. Il video, in bianco e nero, ricco di citazioni che rimandano alle pellicole anni 1960, è stato girato e montato dalla regista in Nuova Zelanda.
Alla fine del 2010 esce il terzo album Il giorno dell'assenza, il primo cantato interamente in lingua italiana. In questo album è presente un nuovo strumento ossia il pianoforte usato dalla cantante-leader del gruppo Anna Carazzai. Il singolo estratto dall'album è Mata Hari, di cui è stato girato un video per la regia di Elisa Fabris,già regista del video di "2:20".
Nel 2012 i LIE sono la band di supporto ufficiale scelta dagli statunitensi Meat Puppets per il loro tour italiano. A dicembre dello stesso anno partecipano al prestigioso festival inglese "All Tomorrow's Parties", accanto a Neurosis, Shellac, Kim Deal, e molti altri. Nel 2015 sono scelti anche dai Refused, padrini dell'hardcore svedese, come supporto ufficiale in Italia .
Nel 2019 esce per Lagoonar il quarto album Lies To Stars, registrato e mixato da Andrea Volpato al Fox Studio e masterizzato da Bob Weston al Chicago Mastering Service.

## Formazione

### Formazione attuale
- Anna Carazzai - voce, chitarra, basso, piano (2004-presente)
- Andrea Volpato - batteria, synth (2015-presente)
- Federico Mellinato - basso (2018-presente)

### Ex componenti
- Michela Modesto - basso (2004-2008)
- Tommaso Sogne - batteria (2004-2005)
- Roberto Olivotto - batteria (2008-2011)
- Christian Biscaro - basso, voce (2008-2012)
- Francesco Valente - batteria (2008, 2011-2012) [14]

## Discografia

### Album studio
- 2005 - Sue Me (Jestrai)
- 2008 - Re Pulsion (Jestrai)
- 2010 - Il giorno dell'assenza (E&F Music/Go Down Records)
- 2019 - Lies To Stars (Lagoonar)

### EP
- 2003 - Not In My Name (demo autoprodotto)
- 2004 - Venoma EP (Jestrai)

### 7"
- 2017 - Unlocked // Beyond Your Inner Sea (Coward Records)

## Curiosità
- Il nome della band viene spesso abbreviato in LIE, in inglese: "bugia".
- Il 15 febbraio 2021 nasce la seconda figlia Maddalena dalla relazione con il batterista Francesco Valente